# 末永祐輝
末永 祐輝（すえなが ゆうき、1987年9月29日 - ）は、山口県出身の競艇選手。登録番号4475。身長161cm。血液型B型。101期。山口支部所属。同期に後藤翔之、篠崎仁志、守屋美穂らがいる。師匠は今村豊（登録番号2992）。

## 来歴
- やまと競艇学校時代、リーグ戦勝率6.44（準優出5 優出3）の成績を残した。
- 2007年11月13日、下関競艇場でデビュー（6着）。
- 2008年8月9日、唐津競艇場での「日刊スポーツ 三日月12周年競走」で初勝利（94走目）。
- 2010年9月29日、下関競艇場での「西京波者結成1周年記念」で初優出、初優勝を果たした。
- 2012年1月24日、芦屋競艇場での「G1第26回共同通信社杯 新鋭王座決定戦競走」にG1初出場。26日、3日目2RでG1初勝利。

## エピソード
- デビューから現在まで優出すれば優勝している。（4優出、4優勝）